# Nikolaus Neuser

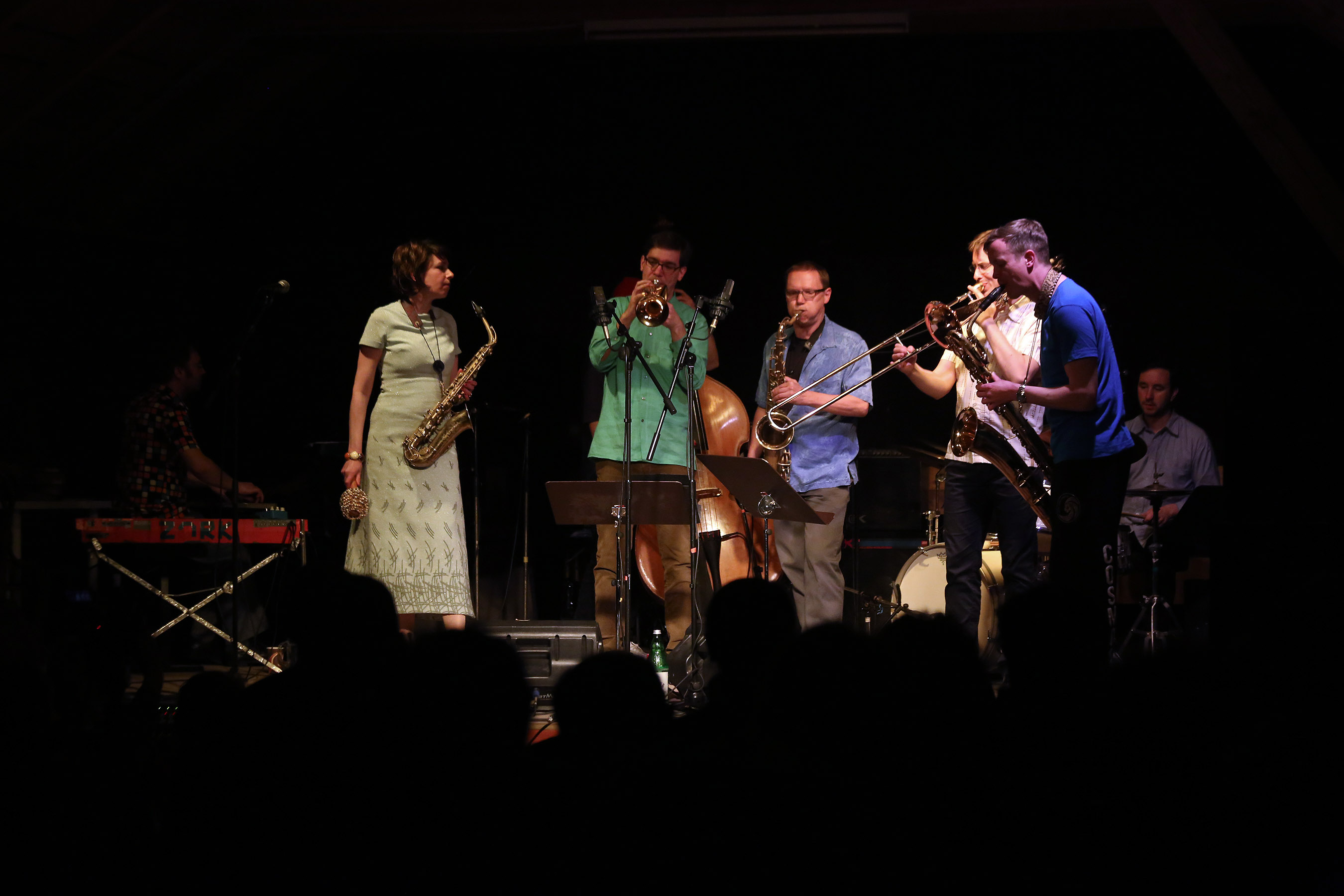
Nikolaus Neuser (2.v.l.) mit Heliocentric Counterblast (2013)

Nikolaus Neuser (* 1972 in Siegen) ist ein deutscher Jazzmusiker (Trompete, Flügelhorn).

## Leben und Wirken
Neuser studierte von 1994 bis 1998 an der Folkwang-Hochschule in Essen bei Uli Beckerhoff. 1999 zog er nach Berlin, wo er u. a. mit dem Hannes Zerbe Jazz Orchester (Eisleriana und Erlkönig), dem Berlin Jazz Orchestra, der Formation Potsa Lotsa (mit Gerhard Gschlößl, Patrick Braun, Silke Eberhard), dem Satoko Fujii Orchestra Berlin, The Alliteration, dem Composers’ Orchestra Berlin und den Fun Horns (mit Volker Schlott, Falk Breitkreuz, Jörg Huke), denen er seit 2012 angehört, arbeitet. Er leitet ferner das Nikolaus Neuser 5tet (mit Bernd Oezsevim, Gerhard Gschlößl, Johannes Fink und Silke Eberhard). 2015 legte er das Album Pink Elephant (Jazzwerkstatt) vor. 2016 folgte mit dem Trio I Am Three (mit Silke Eberhard und Christian Marien) das international vielbeachtete Album Mingus Mingus Mingus (Leo Records).
Neuser konzertierte und arbeitete u. a. mit Maggie Nicols, Matana Roberts, Tyshawn Sorey, Joe Morris, Tomas Fujiwara, Benny Bailey, Theo Jörgensmann, Herb Geller, Paul Kuhn, Marcus Klossek, Ernst Bier und Peter Herbolzheimer. Mit Baby Sommers großformatiger Brotherhood & Sisterhood gastierte er 2023 bei JazzBaltica.
Kooperationen mit dem Auswärtigen Amt, dem Goethe-Institut und dem DAAD ermöglichten ihm Aufenthalte und Tourneen in China, Thailand, Vietnam, Nordafrika, im Libanon, den USA, Saudi-Arabien, Zentralasien, Europa sowie nach Kolumbien, wo er außerdem 2005 und 2007 an der Pontificia Universidad Javeriana de Bogotá lehrte.
Im Bereich der Popmusik ist er auf Alben von Seeed, Peter Fox, Miss Platnum, 4hero, Pohlmann u. a. zu hören. Er arbeitete ferner mit dem Sonar Kollektiv Orchester und in den 2000er Jahren im Electronic-Jazz-Projekt Trondheym. Von 2017 bis 2022 war er der Vorsitzende der Union Deutscher Jazzmusiker.

## Diskographische Hinweise
- Sonar Kollektiv Orchester: Guaranteed Niceness (Sonar Kollektiv, 2008), u. a. mit Kalle Kalima, Anja-Susann Hammer, Paul Kleber, Rainer Winch, Volker Meitz, Dirk Steglich, Petra Krumphuber
- Rui Faustino / Jan Roder / Silke Eberhard / Nikolaus Neuser: 50 (JACC Records, 2010)
- Rosen Quintett: Histoire Imaginaire (Konnex Records, 2013), mit Benedikt Joch, Edith Steyer, Igor Spallati, Kay Lübke
- The Alliteration: The Alliteration (Creative Sources, 2014) mit Manuel Miethe, Floros Floridis, Gerhard Gschlößl, Antonis Anissegos, Akira Andō und Maurice de Martin
- Potsa Lotsa Plus Plays Love Suite by Eric Dolphy (Jazzwerkstatt, 2014)[16]; Preis der deutschen Schallplattenkritik (Bestenliste 1. Quartal 2015)
- Satoko Fujii Orchestra Berlin Ichigo Ichie (Libra Recors, 2015), mit Matthias Schubert, Gebhard Ullmann, Paulina Owczarek, Natsuki Tamura, Richard Koch, Matthias Müller, Kazuhisa Uchihashi, Satoko Fujii, Jan Roder, Michael Griener, Peter Orins[17]
- Nikolaus Neuser 5tet Pink Elephant (Jazzwerkstatt, 2015) mit Silke Eberhard, Gerhard Gschlößl, Mike Majkowski, Bernd Oezsevim
- I Am Three Mingus, Mingus, Mingus (Leo Records, 2016)[18], mit Silke Eberhard, Christian Marien
- Alexander Frangenheim / Nikolaus Neuser / Richard Scott: trialectics (Creative Sources, 2017)
- Maggie Nicols, Silke Eberhard, Nikolaus Neuser, Christian Marien: I Am Three & Me; Mingus’ Sounds of Love (Leo, 2019)
- Potsa Lotsa XL & Youjin Sung: Gaya (2022)
- Silke Eberhard Potsa Lotsa XL: Chamber Works (2023)
- Udo Schindler / Nikolaus Neuser / Georg Karger: Rhapsodic Topologies (FMR, 2023)
- I Am Three: In Other Words (Leo, 2024)